# Jacques Cornano

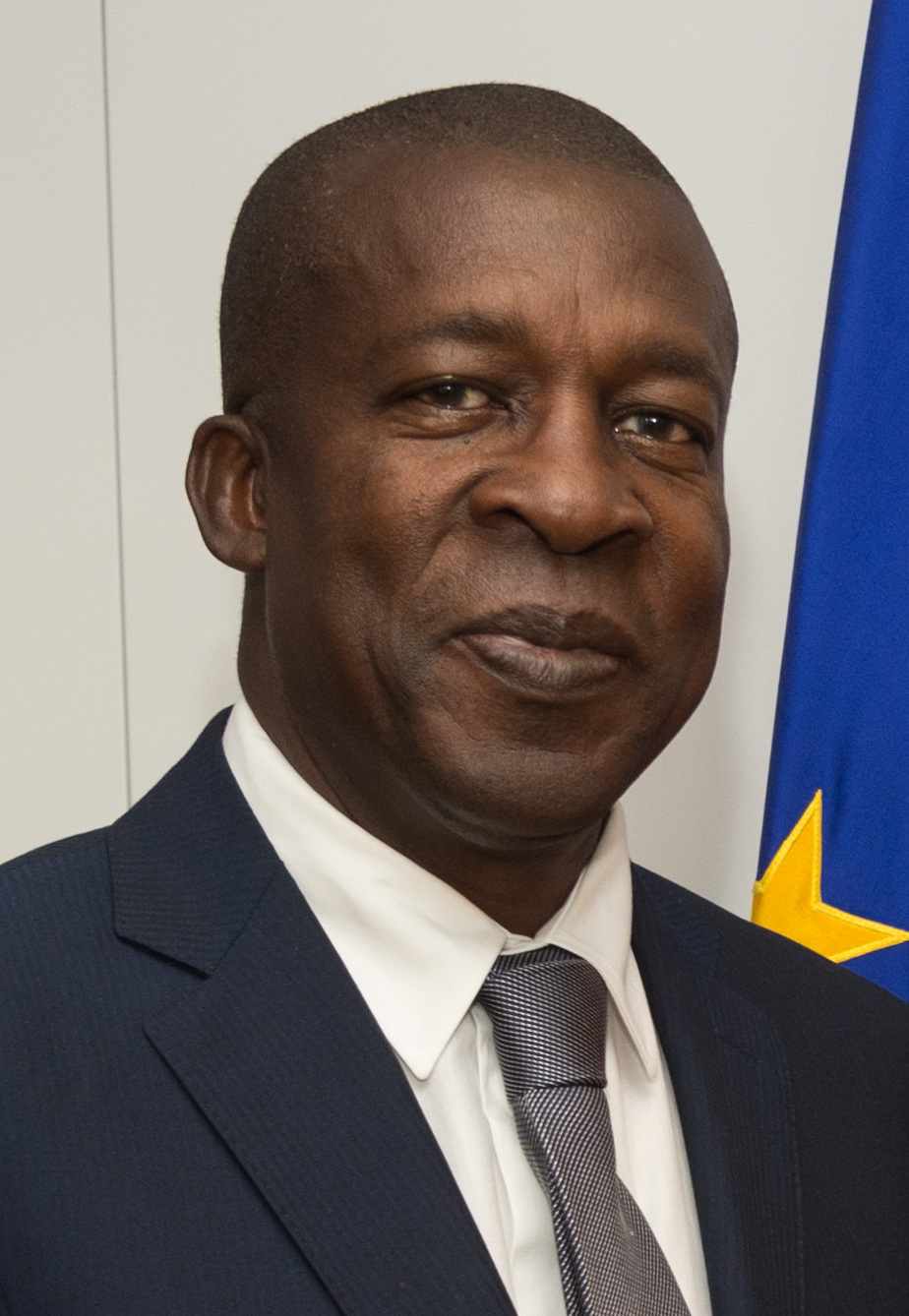
Jacques Cornano (2015)

Jacques Cornano (* 18. November 1956 in Saint-Louis de Marie-Galante) ist ein französischer Politiker. Seit 2001 war er Bürgermeister von Saint-Louis. 2011 wurde er auch zum Senator Guadeloupes gewählt.

## Berufsleben
Vor Beginn seiner politischen Tätigkeiten war Jacques Cornano Lehrer. Als Lehrer für Elektrotechnik hat er an der École normale nationale de l’apprentissage (ENNA) in Toulouse unterrichtet. Nach seiner Rückkehr auf die Inselgruppe begann er als Lehrer in Capesterre-Belle-Eau zu arbeiten und bekundete sein Interesse am Verein, woraufhin er Präsident der sportlich-kulturellen Vereinigung Aigle wurde.
Weiterhin hat er sich seit 1978 für die Einrichtung eines elektro-technischen Zweiges am Hyacinthe-Bastaraud Gymnasium in Grand-Bourg auf Marie-Galante eingesetzt. Seit seiner Rückkehr nach Guadeloupe forderte die ansässige Gemeinde ihn außerdem verstärkt auf, bei den Kommunalwahlen teilzunehmen.

## Politische Laufbahn

### Bürgermeister
Obwohl er noch als Lehrer in Guadeloupe tätig war, traten 2001 vermehrt Einwohner der Stadt Saint-Louis auf Jacques Cornano zu, mit der Bitte eine Oppositionsliste bezüglich der Kommunalwahlen zu präsentieren. Er errang schließlich den Sieg gegen seinen seit 1983 im Amt gewesenen Vorgänger François Paméole und ist seither Bürgermeister von Saint-Louis de Marie-Galante.
Während seiner ersten Amtszeit gelang ihm sein erklärtes Ziel die Schulden der Gemeinde abzubauen. Seine zweite Amtszeit trat er am 16. März 2008 an. 2014 wurde Cornano zum dritten Mal wiedergewählt, dieses Mal im ersten Wahlgang.

### Ratsmitglied und Stellvertreter des Abgeordneten Eric Jalton
Zu den Parlamentswahlen im Jahr 2002 übernahm Cornano das Amt des Stellvertreters von Eric Jalton, als dieser zum Abgeordneten des ersten Bezirks Guadeloupes gewählt wurde. Er übernahm dieses Amt erneut, als Jalton 2007 wiedergewählt wurde. Infolge seiner Wahl zum Bürgermeister von Saint-Louis wurde Jacques Cornano außerdem Ratsmitglied des Landkreises Saint-Louis. 2008 wurde er erneut in dieses Amt gewählt. Er übte die Funktion bis 2011 aus, als er zum Senator gewählt wurde.

### Senator
Im Jahr 2011 nahm Jacques Cornano an den Senatswahlen teil und wurde unter dem Etikett Divers Gauche (mit 53,65 % der Stimmen im zweiten Wahlgang), so wie auch seine Kollegen Jacques Gillot und Félix Desplan, zum Senator Guadeloupes gewählt.
Seine karibischen Wurzeln führen dazu, dass Jacques Cornanos Aufmerksamkeit besonders den mit den Inseln in Verbindung stehenden Problemstellungen gilt. Die Frage der Billigkeit im Rahmen des Prinzips der territorialen Wahrung für die Südinseln (Marie-Galante, la Désirade und Les Saintes) ist beispielsweise ein ihm sehr wichtiges Thema, für welches er sich stark einsetzt.
Im Rahmen seiner Tätigkeit als Senator ist Jacques Cornano zudem Mitglied der Delegation für die französischen Überseedepartements sowie der Kommission für nachhaltige Entwicklung von Infrastrukturen, Investitionsgütern und Raumordnung.
Seit Beginn des Jahres 2015 wurde er darüber hinaus zum Referenten der Arbeitsgruppe „les Outre-Mer confrontés au changement climatique“ im Rahmen der Vorbereitungen der 21 KlimaKonferenz der Vertragspartner (COP21).